# Cirrhaea fuscolutea
Cirrhaea fuscolutea es una especie de orquídea con hábitos de epifita, originaria de Brasil.

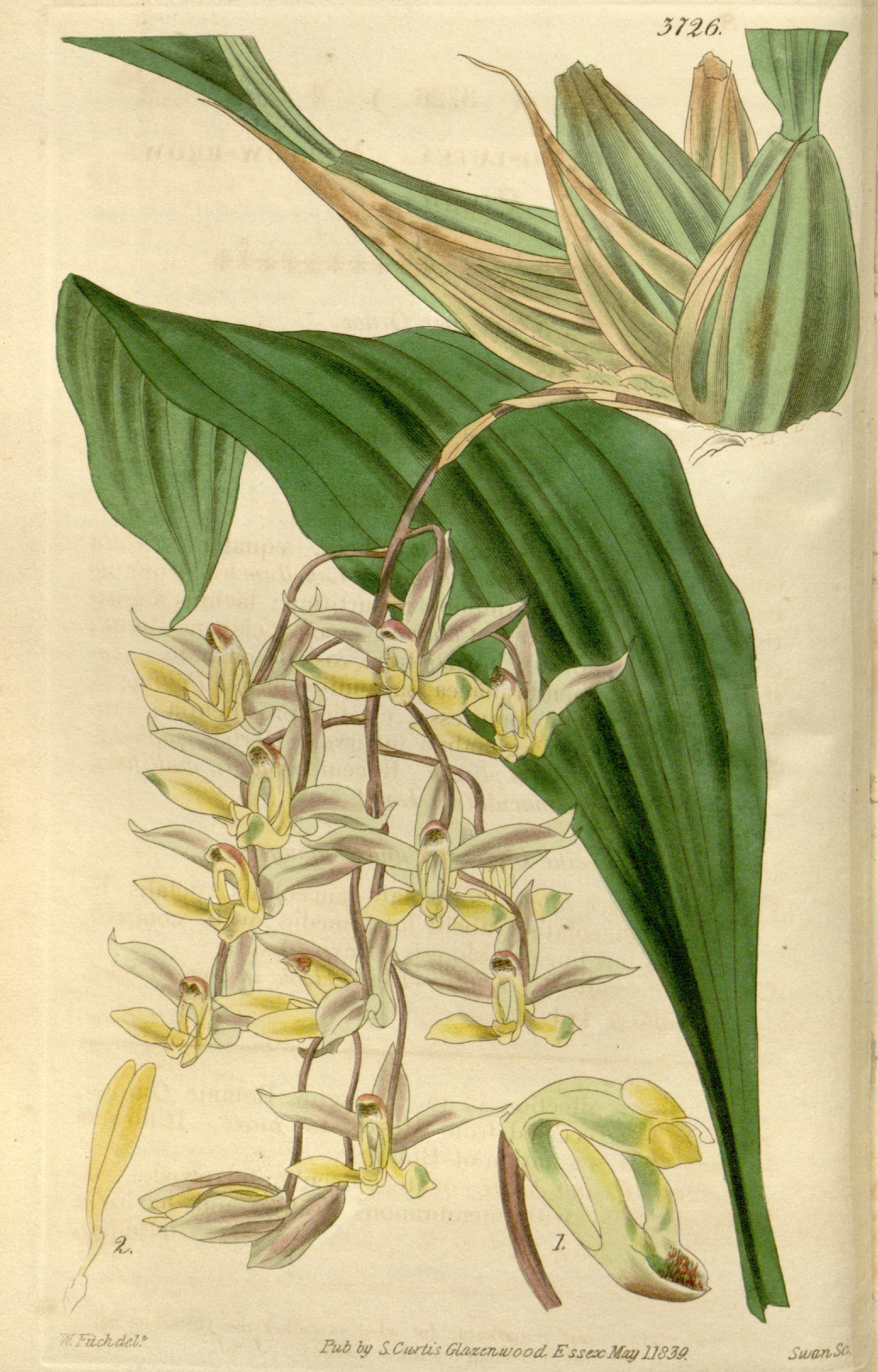
Ilustración

## Descripción
Es una orquídea de mediano tamaño con grupos de pseudobulbos  ovoides, de color verde oscuro a amarillo, surcados con camellones que llevan una hoja, apical ampliamente lanceolada, peciolada, glabra, gruesa, de color verde oscuro. Florece en una larga inflorescencia colgante y  basal que produce las flores por un corto período de tiempo en el invierno con hasta 20 flores fragantes.

## Distribución y hábitat
Se encuentra en el sureste de Brasil, en el Bosque Atlántico en el estado de Sao Paulo a una altitud de aproximadamente 500 metros. 

## Taxonomía
Cirrhaea fuscolutea fue descrita por John Lindley  y publicado en Botanical Magazine 66: t. 3726. 1839.
Etimología
Cirrhaea: nombre genérico que  procede de "cirrus" = "zarcillo", en alusión a su rostelo alargado.
fuscolutea: epíteto latino que significa "amarillo profundo".
Sinonimia
- Cirrhaea saccata Lindl.
- Scleropteris flava Scheidw.[2][5][6]